# Ned Flanders
Nedward Flanders jr., más conocido como «Flanders» o «Ned», es un personaje ficticio de la serie de televisión de dibujos animados Los Simpson. La voz original en inglés es de Harry Shearer. En Hispanoamérica hasta la decimoquinta temporada (incluida) estaba doblado por Agustín Sauret, en algunos episodios de las temporadas 13 y 14 por José García y por Óscar Gómez desde la 16. En España fue doblado por Rafael Alonso, Sr. de la primera a la tercera temporada, y actualmente está doblado por Carlos Del Pino desde la cuarta temporada. El apellido «Flanders» está basado en una calle de Portland (ciudad donde creció Matt Groening) llamada NE Flanders St.
Ned es el vecino de al lado de la familia Simpson. Normalmente es odiado por Homer Simpson, que lo define como «peor que Frankenstein y el Dr. No». Es un cristiano devoto y es el más amigable y compasivo de todos los habitantes de Springfield, considerado normalmente como uno de los pilares de su comunidad.
Su primera aparición fue en el episodio «Simpsons Roasting on an Open Fire». Ned Flanders fue uno de los primeros personajes en aparecer en la serie, al margen de la familia Simpson y ha sido el protagonista de varios episodios, el primero de ellos el episodio «Dead Putting Society» de la segunda temporada.

## Papel enLos Simpson
Nedward «Ned» Flanders fue criado en Nueva York por dos nihilistas de la generación beat, llamados Mona God y Nedd Flanders. Es un hombre muy honrado y honesto. Su rechazo a la disciplina y su terrible crianza hicieron de la infancia de Ned un terror. Sus padres lo enviaron al psiquiatra doctor Foster para tratarlo mediante un proceso experimental donde se le sometió a ocho meses ininterrumpidos de azotes en el trasero, tras lo que suprimió toda su sensación de enfado y dio lugar a su habitual parloteo sin sentido en los momentos cuando estaba particularmente cerca de perder su temperamento, causando que Ned, sin saberlo, reprimiera su enfado.
Es una persona bondadosa, sinceramente bienintencionado y una de las pocas personas de este tipo en Springfield. Aunque firmemente religioso, puede ser tímido y algo impetuoso. Es un cristiano devoto y sigue la Biblia estrictamente, tan literalmente como es posible y se conmociona fácilmente cuando ve puesto en duda cualquier punto de sus dogmas. Este hecho ocasiona que realice llamadas telefónicas frecuentes al Reverendo Lovejoy, quien se ha ido convirtiendo en una persona más frustrada e indiferente con Flanders. Habitualmente tiene bigote, lleva unas gafas gruesas y viste con un jersey verde, unos pantalones grises y unos zapatos negros.
Ned trabajó como dependiente en una industria farmacéutica la mayor parte de su vida adulta. Después de ahorrar la mayor parte de sus ganancias, decidió dejar su trabajo e invirtió los ahorros de su vida en una tienda en el centro comercial de Springfield llamada Leftorium (o Zurdorium), especializada en productos para personas zurdas. A pesar de su mansa apariencia externa, Ned esconde un físico excepcional, bien construido y muy bien dotado. En una ocasión Ned Flanders se convirtió en el director de la Escuela Primaria de Springfield después de que Seymour Skinner fuese expulsado, a pesar de que Ned carece de habilidad administrativa y experiencia como director.
Ned ha cumplido los 60 años y le gusta la «¡vida sana, mascar minuciosamente y una dosis diaria de vitamina iglesia!». 
Ned es sumamente honesto y sincero para llevar a cabo las doctrinas cristianas de caridad, bondad y compasión. Con frecuencia le muestran haciendo el trabajo de voluntario y es rigurosamente honesto y recto, aun llegando a pasar un día entero siguiendo a un cliente del Leftorium para darle el cambio suplementario que había olvidado entregarle. También es un buen vecino de la familia Simpson, a la que con regularidad ofrece su ayuda, llegando a comprar su casa, para alquilársela posteriormente, cuando el banco se la embargo por no poder pagar la hipoteca. La amistad obstinada de Ned inspira la lealtad de los demás. Cuando su Leftorium parecía estar al borde de la bancarrota poco después de su inauguración, Homer organizó un rescate económico urgente con la ayuda de muchas personas en Springfield. Sin embargo, también incorpora muchos de los aspectos intolerantes de la derecha religiosa estadounidense. Ha demostrado ocasional antipatía e incluso burla hacia el judaísmo, el budismo, el hinduismo y otras confesiones cristianas. Ha participado en «la marcha para la cura para la homosexualidad», y en el momento que descubre que Bart, Lisa y Maggie no están bautizados, de inmediato decidió llevar a cabo la ceremonia él mismo (aunque sin éxito) sin su consentimiento.
Ned Flanders es viudo de Maude, fallecida en el episodio «Alone Again, Natura-Diddily» de la undécima temporada en el que sufre una muerte prematura en un insólito accidente con un cañón de camisetas, dejando solo y apenado a Ned. Tiene dos hijos fruto de dicho matrimonio, Rod y Todd, que están sobreprotegidos y criados en un extremo y estricto clima de moralidad cristiana. Cuando todavía estaba casado con Maude, Ned se casó con Ginger, una camarera, mientras se encontraba borracho en Las Vegas. Ginger llegó a vivir con Ned y sus hijos durante un breve período tras la muerte de Maude en un episodio posterior, pero rápidamente se cansa de las personalidades enfermizamente dulces de los Flanders y huye. Ned también ha sido relacionado románticamente con una bella cantante de rock cristiano, Rachel Jordan, y con Sara Sloane, una estrella de cine. Sin embargo en la vigesimotercera temporada, después de un corto romance, contrae matrimonio con Edna Krabappel, su cónyuge actual. Aunque se desconoce cómo terminará la pareja, ya que Edna Krabappel desaparecerá de la serie por el fallecimiento de su actriz de voz.
En las primeras temporadas de la serie, Homer Simpson aborrecía normalmente a Ned porque la familia, el trabajo, la salud, éxito, aceptación y la autodisciplina de Ned son de mayor calidad que la que podría esperar alcanzar Homer por sí mismo. Desde entonces Homer ha tenido una relación de amor-odio con Flanders, a veces siendo su mejor amigo y otras veces tratando a Flanders con absoluto desprecio ya casi siempre viviendo en su contra una competencia unilateral. Homer parece preocuparse sinceramente por Ned, aún a pesar de expresar y actuar a menudo con sentimiento de aborrecimiento. Homer hoy en día parece considerar a Ned más como una molestia. Una de las primeras bromas consistía en que Marge Simpson consideraba a Flanders como un vecino perfecto y, por lo general, se pone de su parte en lugar de apoyar a su marido, lo que provoca el enfado de Homer.
Ned siente una especial reverencia por The Beatles, remarcando a Homer: «Por supuesto que soy aficionado a The Beatles. ¡Ellos fueron más grandes que Jesús!», en referencia a un comentario controvertido de John Lennon («Reconozcámoslo, somos más populares que Jesús»). Coleccionó muchos objetos relacionados con The Beatles, incluyendo cosechas de vino, refrescos con temas relacionados con Los Beatles, cabezas gigantes de Los Beatles, los trajes idénticos de la banda que usaron en el show de Ed Sullivan y un cartón de Yellow Submarine.
Durante el curso de la serie, Ned fue representado como Dios o el Diablo. En «Treehouse of Horror IV», Ned tenía el papel del Diablo en el segmento «The Devil & Homer Simpson» (diciendo que «es siempre la persona que menos esperas») en el que Ned ofrece a Homer una rosquilla a cambio de su alma. Luego en la serie, cuando Marge empieza a fantasear que es Eva y que Homer es Adán, Marge imagina que Ned es Dios.

## Personaje

### Creación

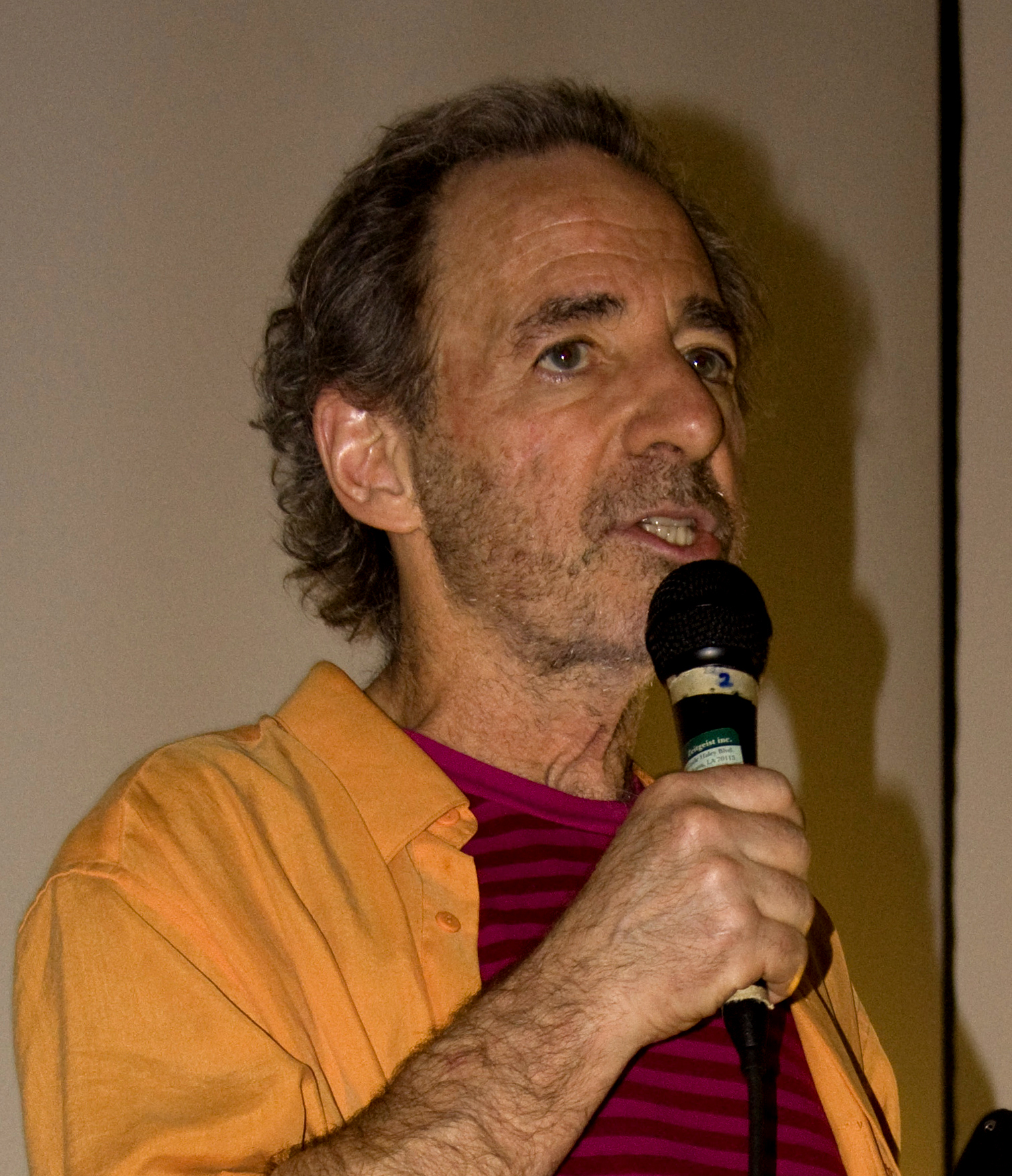
Harry Shearer, actor de voz que interpreta al personaje de Ned Flanders.

Ned Flanders y su hijo Todd aparecieron por primera vez en la primera temporada en el episodio «Simpsons Roasting on an Open Fire», que supuso el estreno de la serie. El primer episodio en el que Ned y su familia fueron destacados es «Dead Putting Society» de la segunda temporada, que contiene también la primera aparición de Maude y Rod Flanders. El apellido «Flanders» está basado en una calle de Portland (ciudad donde creció Matt Groening) llamada NE Flanders St. Groening describió la inspiración para la creación de Ned como «sólo un chico que era verdaderamente agradable, que Homer no tenía ninguna razón justificable para aborrecer, pero luego se hizo». No fue sino hasta después de los primeros episodios que se decidió Flanders sería un fiel cristiano.
Mike Scully señaló que Ned es «todo lo que a Homer le encantaría ser, aunque él nunca lo admita». Flanders estaba destinado a ser solo un vecino del que Homer estuviera celoso, pero Harry Shearer utilizó «esa dulce voz» y el personaje de Ned se amplió hasta convertirse en un cristiano y un tipo dulce que alguien preferiría vivir al lado de él antes que de Homer. Flanders es conocido por su absurdo parloteo y su primer uso de la palabra «doodly» fue en el episodio «The Call of the Simpsons».

### Desarrollo
Ned Flanders no era religioso en sus primeras apariciones, e incluso en las primeras temporadas fue solo ligeramente religioso y su principal función consistía en ser tan «empalagosamente perfecto como para molestar y avergonzar a la familia Simpson», mientras que Homer Simpson siempre ha odiado a Ned Flanders y siempre trata de minarlo. Los guionistas de la serie realizaron un esfuerzo por hacer que Ned no solo fuera «bueno y una persona incomprensiva». En las últimas temporadas, Flanders se ha convertido más en una caricatura de la derecha cristiana y su papel como un irritante «vecino perfecto» se ha reducido.
La tienda de Ned, el Leftorium, apareció por primera vez en el episodio «When Flanders Failed». Fue sugerido por George Meyer, que había tenido un amigo que fue propietario de una tienda especial para zurdos que había fracasado. El episodio «Huracán Neddy» muestra a Ned poniendo a prueba su fe y los guionistas también utilizaron ese episodio como una oportunidad para examinar lo que lo convierte en bueno.
Ha habido dos ocasiones en que Flanders no ha sido interpretado por Harry Shearer. En el episodio «Bart of Darkness», el grito agudo de Ned fue realizado por Tress MacNeille y en «Homer to the Max», cuando Ned comenta acerca de que los dibujos animados podían cambiar de actores de voz fácilmente, fue interpretado por Karl Wiedergott.

### Doblaje en español
En Hispanoamérica hasta la decimoquinta temporada (incluida) fue doblado por Agustín Sauret, siendo reemplazado por Óscar Gómez tras el conflicto de los actores de doblaje con la empresa. Sin embargo, por un breve período entre la decimotercera y decimocuarta temporada fue doblado por José García.
En España está doblado por Carlos del Pino desde la cuarta temporada y anteriormente fue doblado por Rafael Alonso, Sr.

### «Las aventuras de Ned Flanders»
«Las aventuras de Ned Flanders» es un cortometraje que aparece al final del episodio «The Front». Titulado «Love that God», pone de relieve la dedicación de Flanders a la religión y a la amabilidad de la familia perfecta. Ned casi regaña a Rod y Todd después de negarse a prepararse para ir a la iglesia y éstos le informan de que es sábado. Ned se ríe por su error con su latiguillo «okely dokely!» El segmento se añade debido a que el episodio fue demasiado breve y los productores utilizaron «cada truco de libro» para alargar el episodio, por lo que en su desesperación tuvieron que añadirlo. A pesar de que el guion fue de Adam I. Lapidus, el corto fue escrito por Mike Reiss, Al Jean y Sam Simon. En general, los aficionados reaccionaron con confusión respecto a la adición del corto al final del episodio.
A Bill Oakley y a varios guionistas les gustó tanto el corto que querían hacer más cortos sobre «Las aventuras de Ned Flanders» pero las limitaciones de tiempo de los episodios les han impedido producir más. Como resultado de ello, Bill Oakley y Josh Weinstein decidieron producir todo un episodio que fue asociado vagamente con el corto, que se convirtió en el episodio de la séptima temporada «22 Short Films About Springfield». El segmento entre Flanders/Lovejoy de ese episodio fue escrito por David S. Cohen. «22 Short Films About Springfield» inspiró el episodio de Futurama «Trescientos billetazos».

## Recepción

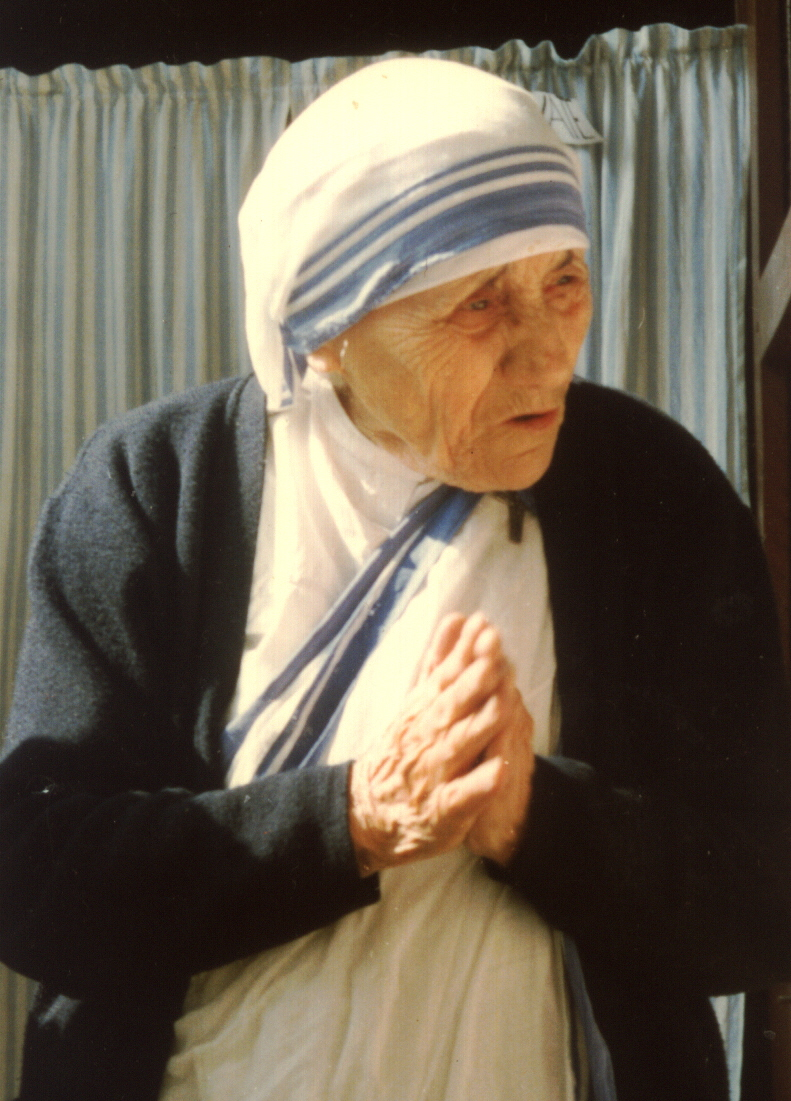
En los campus universitarios y la escuela secundaria estadounidense, el nombre más asociado con la palabra «cristiano» —que no sea Jesús— no es el Papa ni la madre Teresa, sino Ned Flanders.

La «piedad insoportable» de Ned ha sido descrita como «una aguda crítica de Los Simpson hacia la religión organizada. El argumento general de la serie parece mostrar que los religiosos obsesivos sin sentido del humor, como Ned, han secuestrado a las demás instituciones religiosas, las han removido del centro de la sociedad y las han llevado a un lugar en el cual sólo aquellos que conocen al pozo de Zohassadar o la fiesta de Beth Chedruharazzeb podrían encontrarlas». A pesar de que Ned iba a ser una caricatura de la derecha cristiana, se ha convertido en uno de los personajes favoritos de muchos espectadores conservadores cristianos. Ha sido descrito como «el evangélico más conocido de Estados Unidos». Se ha dicho que actualmente en los campus universitarios y la escuela secundaria estadounidense, el nombre más asociado con la palabra «cristiano» —que no sea Jesús— no es el Papa o la madre Teresa o incluso Billy Graham. Por el contrario, «se trata de un ridículo tipo llamado Ned Flanders de la comedia de animación conocida como Los Simpson». El bigote, gafas gruesas, suéter verde y el comportamiento alegre e irreprimible de Ned Flanders, el vecino contiguo de Homer Simpson, lo han convertido en una «figura indeleble, el evangélico más conocido íntimamente por los no evangélicos».
Steve Goddard, del sitio web Ship of Fools afirma que «Ned es un inocente extranjero en un mundo de cinismo y traiciones. Nos encanta porque sabemos lo que significa ser calificado como un nerd —y salir sonriente al final de ello—». El doctor Rowan Williams, Arzobispo de Canterbury, es un fan confeso de Los Simpson y le gusta Flanders.
Si hubiese una película real de Los Simpson, Mike Reiss querría que William H. Macy interpretara el papel de Ned Flanders. Ned es uno de los personajes favoritos del productor ejecutivo Al Jean. El ex guionista de Los Simpson David X. Cohen ha sido comparado con Flanders, ya que ambos «nunca critican a nadie».

## Influencia cultural
En 2001 y 2002, el festival Greenbelt, un festival británico de música y arte cristiana, celebró un especial «Noche de Ned Flanders». El evento de 2001 incluyó una competición parecida, así como la banda tributo «Ned Zeppelin». Se celebró en un lugar con un aforo de 500 personas que se llenó y fueron rechazadas 1500 personas en la entrada. En el segundo evento celebrado en 2002 reapareció «Ned Zeppelin».

### Productos
Existen productos de Ned Flanders dentro de los productos de Los Simpson. En 2008, la editorial HarperCollins publicó Flanders' Book of Faith, parte de The Simpsons Library of Wisdom. El libro es un repaso a la vida de Flanders y su fe duradera.